# António de Cristo
António de Cristo, O.F.M. (Alijó, Vilar de Maçada, Vilar de Maçada, 1575 — Alenquer, 30 de Maio de 1653) foi um místico franciscano da corrente espiritual que faleceu com fama de santidade, depois de uma vida de automutilação e masoquismo.

## Biografia
Frei António de Cristo ingressou muito novo na Ordem dos Frades Menores, tendo estado durante 3 anos num convento da ilha da Madeira. Daí foi transferido para Lisboa, onde dirigiu um noviciado da sua Ordem. Foi também guardião dos conventos franciscanos de Guimarães e Santarém.
Em Tomar recebeu as ordens menores em cerimónia presidida por D. Jerónimo Teixeira Cabral, bispo resignatário da Diocese de Angra, recolhendo depois ao convento franciscano de Alenquer.
Membro da corrente franciscana espiritualista, então dominante nas ilhas do Atlântico e ligada à Ordem de Cristo, a cujo padroado os arquipélagos pertenciam, iniciou uma vida de piedade extrema e de verdadeira auto-flagelação que hoje seria descrita como masoquismo. Eis a descrição que é feita dos seus últimos anos de vida:
| “ | Todas as noites tomava disciplinas, já com cordas nodosas, já com cadeias de ferro, já com rosetas de vidro, que o esvaíam em sangue. Trazia cilício sobre a carne, e tinha muitos, cada qual mais áspero de arames e pontas, que causavam horror. Desde os sete anos teve por travesseiro uma tábua, de Verão; de Inverno, cortiça e uma cruz em que reclinava a cabeça. Nas maiores festas se armava com jaquetas de mangas, calções de arames, ou contas de picos, braceletes e ligas de picos de ferro, e dizia que se armava cavaleiro para conquistar o reino dos céus. Alguns dias, em memória das chagas do Senhor, lançava pingos de lacre ou cera derretida nas palmas e nas costas das mãos; como se lhe faziam chagas, que não podia encobrir, trocou este tormento em meter alfinetes pela carne da cabeça, em memória da coroa de espinhos, e mais o atormentavam ao arrancá-los do que ao metê-los na carne. Jejuava a pão e água sete Quaresmas no ano, as vésperas dos santos da ordem seráfica e de outros, os jejuns da Igreja, o que vinha a ser quase todo o ano. Nada comia sexta-feira Santa, só às vezes metia fel na boca em louvor da amargura que o bom Jesus padeceu. Na última velhice lhe mandaram por obediência comer peixe ao domingo, e caldo nos jejuns; mas nunca consoou. Usava pastilhas de tremoços crus e fel, que tiravam todo o apetite e vontade de comer. Sendo mestre de noviços, ao ouvir as culpas dos outros se prostrava em terra a dizer as suas, obrigava-os a pôr-lhe os pés na boca, e a passar sobre ele. Era o primeiro a acarretar água para a cozinha, limpar e varrer [ … ]. Se cometia alguma falta oculta, a dizia no refeitório diante de todos, para o prelado o castigar, peado como besta, presos os pés; se falava alto, levava um pau na boca; se faltava ao coro, levava uma pesada pedra aos ombros [ … ]. O mesmo fazia pelas faltas dos outros [ … ]. Não se podendo ter em pé, na última doença, na véspera do Espírito Santo, não pôde comungar pelos contínuos vómitos, recebeu a Extrema-Unção; tomou o círio nas mãos, com grande alegria; sentado na cama entre seus irmãos, expirou. Antes de morrer pediu água de porco-espinho, para mais padecer. Ao expirar abriu os olhos, que sempre trazia fechados. Sepultou-se com grande concurso e veneração do povo, a 31 de Maio de 1653. | ” |